# Сандра Багарич
Сандра Багарич (на хърватски: Sandra Bagarić) е хърватска оперна певица и актриса.

## Биография и творчество
Тя е родена на 5 април 1974 г. в Зеница, където учи в музикално училище. Продължава своето музикално образование в Сараево, но поради войната се премества в Загреб през 1992 година. Там следва в музикална академия.
Сандра Багарич пее в много сериали, включително „Мадам Трубадур“, „Графиня Марика“, „Шишмиш“, „Бокачо“, „Който пее, зло не мисли“. Участва в музикалните фестивали „Дора 2007“ и в Pjesma за novčić, където завършва на 2-ро място.